# Psirény
Psirény (v anglickém originále Psirens) je první epizoda šesté série (a celkově třicátá první) britského sci-fi sitcomu Červený trpaslík.
Scénář napsali Rob Grant a Doug Naylor, režie Andy de Emmony. Ve Spojeném království byla poprvé epizoda odvysílána na kanále BBC2 7. října 1993.
Zajímavostí je, že scénář k epizodě vyšel knižně v " - Primordial Soup: The Least Worst Scripts" (nakladatelství Penguin) dříve než byla epizoda poprvé odvysílána.

## Námět
Posádka Kosmiku je Krytonem probuzena z dvousetleté hibernace, kdy se Kosmik snažil dostihnout svou mateřskou loď Červený trpaslík. Při průletu pásem asteroidů jsou členové posádky napadeni zvláštními GELFy – psirénami, které své lidské oběti omámí a pak jim vysají mozek z hlavy.

## Děj
Dave Lister se probouzí po dvousetletém spánku, je zarostlý a má dredy až na zem a dvaceticentimetrové nehty na rukou i na nohách. Kryton se mu pokouší pomoci překonat amnézii, Lister je sám sebou postupně stále více a více znechucen. Kryton mu podá kytaru, Lister však pochybuje o svém umění. Kryton jej povzbuzuje a Dave se pokusí (značně neúspěšně) vyloudit pár tónů. Kryton začne manipulovat s Rimmerovým holosrdcem – přístrojem, jenž poletuje prostorem a promítá jeho trojrozměrný obraz. Dave se ptá, zda je Rimmer jeho nejlepší přítel. Kryton mu vysvětluje, že dosud nepřekonal amnézii, poté nechá vyvolat Rimmerovu fyzickou podobu. Když Dave Arnieho uvidí, uvědomí si, o koho se vlastně jedná a je značně zklamaný.
V době snídaně už se David Lister vrátil k normálu a je přesvědčený o tom, že umí hrát na kytaru. Rimmer zahájí poradu, na které Listera obviňuje, že ztratil Červeného trpaslíka. Kryton oponuje, že loď neztratili, nýbrž jim byla někým ukradena. Dále prohlásí, že po dvousetletém sledování její kondenzační stopy jsou jí konečně na dosah. Ukáže se však, že aby dosáhli Červeného trpaslíka, musí proletět pásem asteroidů. Rimmer má strach, ale ostatní se rozhodnou to risknout. S jedním z asteroidů se málem srazí, avšak Kryton jej zneškodní vystřelením kostky slisovaného odpadu.
Na dalších asteroidech odhalí vraky mnoha lodí. Vypustí sondu a prozkoumají černé skříňky. Zjistí, že se zde vyskytují zvláštní formy života podobné obrovskému hmyzu, Psirény, které jsou schopny manipulovat s lidským vědomím, vytvářejí iluze a tak jako bájné Sirény lákají posádky prolétávajících lodí, aby je okradly a vysály jim mozek. Posádka Kosmika je brzy rovněž vystavena svodům Psirén. Psirény také vytvoří iluzi obřího ohnivého asteroidu, který se řítí na Kosmika. Radar však nic neukazuje, Kryton ostatní přesvědčí, že je to klam. Poté se ke Kosmiku začne blížit skutečný
asteroid, Psirény však vytvoří iluzi: monitor radaru nic neukazuje. Rimmer usoudí, že nebezpečí opět není reálné. Kosmik narazí do asteroidu a havaruje na jinou planetku. Zde se jedna z jeho předních přistávacích noh zaklesne a Lister se vydá ve skafandru ven, aby ji vyprostil. Místo je plné Psirén a Dave je podroben jejich svodům. Přesto se mu podaří Kosmika uvolnit a ostatní po dalších nutných opravách loď startují, aby se co nejdříve dostali pryč. Jedna z Psirén na sebe vezme Listerovu podobu, umí však hrát na kytaru a tak poznají, že to Dave není a Kocour po ní střelí z bazukoidu.
Zatímco se Lister snaží ostatní přesvědčit, že je skutečný virtuóz, odplazí se raněná Psiréna do strojovny. Ostatní Psirény vytvoří iluzi meteoritické bouře na pravoboku a zaměstnají tak Listera, Rimmera a Kocoura v kokpitu. Kryton se vydá do strojovny, aby zneškodnil raněnou Psirénu. Ta však na sebe vezme podobu Krytonovy stvořitelky, profesorky Mametové, přikáže mu aby se zavřel do lisu na odpadky a ten to proti své vůli udělá, protože je naprogramován, aby uposlechl každý příkaz prof. Mametové. Ostatní se mezitím vydají Krytona hledat, Rimmerovy baterie se vybijí, jeho obraz se ztratí a Lister si vezme jeho holosrdce do kapsy. Psiréna se změní v nápojový automat. Lister s Kocourem se chtějí napít, pak jim dojde, že ve strojovně nikdy žádný automat nebyl. Psiréna je srazí na zem a chystá si své ocelové brčko, aby jim vysála mozky. Kryton vyjde z lisu na odpadky v podobě kostky s krátkýma nohama, vrhne se přes zábradlí a dopadne na Psirénu, jíž svou vahou zabíjí.
Kosmik poté opouští pás asteroidů a jeho posádka pokračuje v pátrání po Červeném trpaslíkovi.

## Kulturní odkazy
- Mezi vraky kosmických lodí v pásu asteroidů se nachází i únikový modul Narcissus z filmu Vetřelec (1979), loď Eagle z britského sci-fi seriálu Space: 1999 a klingonský křižník třídy Vor'cha z filmu Star Trek: Nová generace.
- Epizoda „Psirény“ je parodií na epizodu „Past na muže“ ze seriálu Star Trek (1966).[3]
- v epizodě je zmíněn King Kong, Odysseus a americký letoun F-16.

## Produkce
V této epizodě se v roli Kristiny Kochanské (resp. její iluze vytvořené psirénou) po delší odmlce objevuje Claren Groganová (naposledy účinkovala ve čtvrté epizodě druhé série „Škvíra ve stázi“). Samantha Robsonová hraje psirénu, která na sebe vezme podobu jedné z mladistvých lásek Davida Listera – sestru Peta Trantnera. Jenny Agutterová hraje psirénu, která zmate Krytona tím, že se objeví jako profesorka Mametová. Anita Dobsonová hraje další podobu psirény, která má obloudit Davida Listera.
Ve scénce, kde psiréna v roli falešného Listera hraje na kytaru se objeví ruce Phila Manzanery. Zoe Hilsonová a Elizabeth Ansonová hrají psirény – svůdkyně, které pokoušejí Kocoura.